# 新北市政府
新北市政府（簡稱：新北市府）是中華民國新北市的行政機關，在中華民國政府架構中為直轄市自治之行政機關，並同時負責執行中央行政機關委辦事項，新北市依《地方制度法》的自治監督機關為行政院。
作為地方自治團體之行政機關，新北市政府的歷史沿革，最早可追溯至1920年，大日本帝國臺灣總督府施行臺灣州制時所成立的「臺北州廳」。1946年1月16日成立「臺北縣政府」。2010年12月25日，隨著臺北縣升格改制為直轄市「新北市」而改為現名。

## 沿革
- 1920年，大日本帝國臺灣總督府施行臺灣州制，設地方公共團體臺北州，並成立地方行政機關臺北州廳[3]。依據《臺灣總督府地方官官制》，臺北州置州知事一人，並設立知事官房（四課）、內務部（四課）、警務部（六課）[4]。臺北州廳以原臺北廳辦公廳舍為其辦公處所，即今監察院院舍。
- 1945年，中華民國政府接收大日本帝國臺灣總督府轄域，臺北州由臺北州接管委員會進行接管工作，接管期間仍保留州制組織，至12月完成接管後廢除[5]。同年12月頒布《臺灣省省轄市組織暫行章程》、《臺灣省縣政府組織章程》，臺北州劃出臺北市、基隆市後，改為臺灣省臺北縣，新設臺北縣政府，縣政府置縣長一人（簡任或荐任），縣長下置秘書室、總務科、民政局、財政科、教育科、建設局、警察局[6][7]。
- 1947年，臺北縣政府遷往板橋鎮，以海山郡役所為辦公廳舍。[7]
- 1948年，臺北縣政府依據修正版之《臺灣省縣政府組織章程》設立秘書室、民政局、財政科、教育科、建設局、地政科、軍事科、合作室、警察局、會計室及人事室，縣政府下設縣政會議，每月至少召開一次，由縣長召集並擔任會議主席。[8]
- 1961年，臺北縣政府制定《臺北縣政府組織規程》，縣政府置縣長一人（民選產生）、主任秘書一人（簡任或荐任），並設立5室（秘書室、合作室、安全室、主計室、人事室）、4科（財政科、教育科、地政科、兵役科）、4局（建設局、民政局、警察局、衛生局）、稅捐稽徵處、公共造產委員會，及縣務會議。縣務會議每月召開一次，由縣長召集，會議主席為縣長或主任秘書，必要時得開臨時會議。[9]
- 1977年，臺北縣政府進駐板橋市府中路的辦公大樓。
- 2003年，臺北縣政府遷至新板特區的臺北縣政府大樓，原大樓於2006年作為臺北縣政府警察局總局廳舍使用[10]。
- 2010年12月25日，臺北縣升格為直轄市「新北市」，臺北縣政府更名為「新北市政府」。[2]

## 府徽
原本臺北縣有其縣徽，尤清上臺開始引進企业识别概念，縣徽之外另立代表縣府視覺標誌，臺北縣議會亦跟進；由於縣府全採視覺標誌而未現縣徽，不光民眾，連新聞媒體也把兩者搞混，實際上在中華民國內政部註冊僅縣徽圖樣一種。尤清、蘇貞昌執政時期，各自設計一套視覺識別系統；至2006年時任縣長周錫瑋表示儘量不耗費龐大經費更換，別為個人又搞圖騰，若有需要將公開徵選，於是恢復使用縣徽。同年，臺北縣政府文化局以縣徽增加色彩演繹作成視覺標識，後於2008年基於原有標誌再設計以替代府徽的功能，並併存為視覺識別系統的主體標誌，2010年臺北縣升格為新北市之後沿用舊有的標誌不變。

新北市市徽，亦為原臺北縣縣徽
時任縣長周錫瑋啟用的府徽，後新北市政府沿用
時任縣長尤清啟用的縣旗，中置視覺標誌
臺北縣縣旗（2006年－2010年），上有時任縣長周錫瑋啟用文化局製作的視覺標誌

## 組織
按《新北市政府組織自治條例》，設有25局、4處、1委員會，共30個一級機關及28區公所。
一級機關
- 新北市政府秘書處
- 新北市政府民政局
- 新北市政府財政局
- 新北市政府教育局
- 新北市政府工務局
- 新北市政府水利局
- 新北市政府農業局
- 新北市政府城鄉發展局
- 新北市政府社會局
- 新北市政府地政局
- 新北市政府勞工局
- 新北市政府交通局
- 新北市政府觀光旅遊局
- 新北市政府法制局
- 新北市政府警察局
- 新北市政府消防局
- 新北市政府衛生局
- 新北市政府環境保護局
- 新北市政府經濟發展局
- 新北市政府原住民族行政局
- 新北市政府文化局
- 新北市政府新聞局
- 新北市政府人事處
- 新北市政府主計處
- 新北市政府政風處
- 新北市政府研究發展考核委員會
- 新北市政府客家事務局
- 新北市政府捷運工程局
- 新北市政府青年局
- 新北市政府體育局（2024年1月1日體育處改制）[16][17]。

區公所
新北市總計有28個市轄區、1個直轄市山地原住民區，設立28間區公所、督導1間直轄市烏來區公所（直轄市山地原住民區，屬地方自治團體）
各級市立學校、幼兒園
- 新北市立幼兒園（27所）
- 新北市立國民小學（205所）
- 新北市立國民中學（58所）
- 新北市立國民中小學（5所）
- 新北市立高級中學（24所）
- 新北市立高級職業學校（5所）
- 新北市立特殊教育學校（1所）

## 局處廳舍

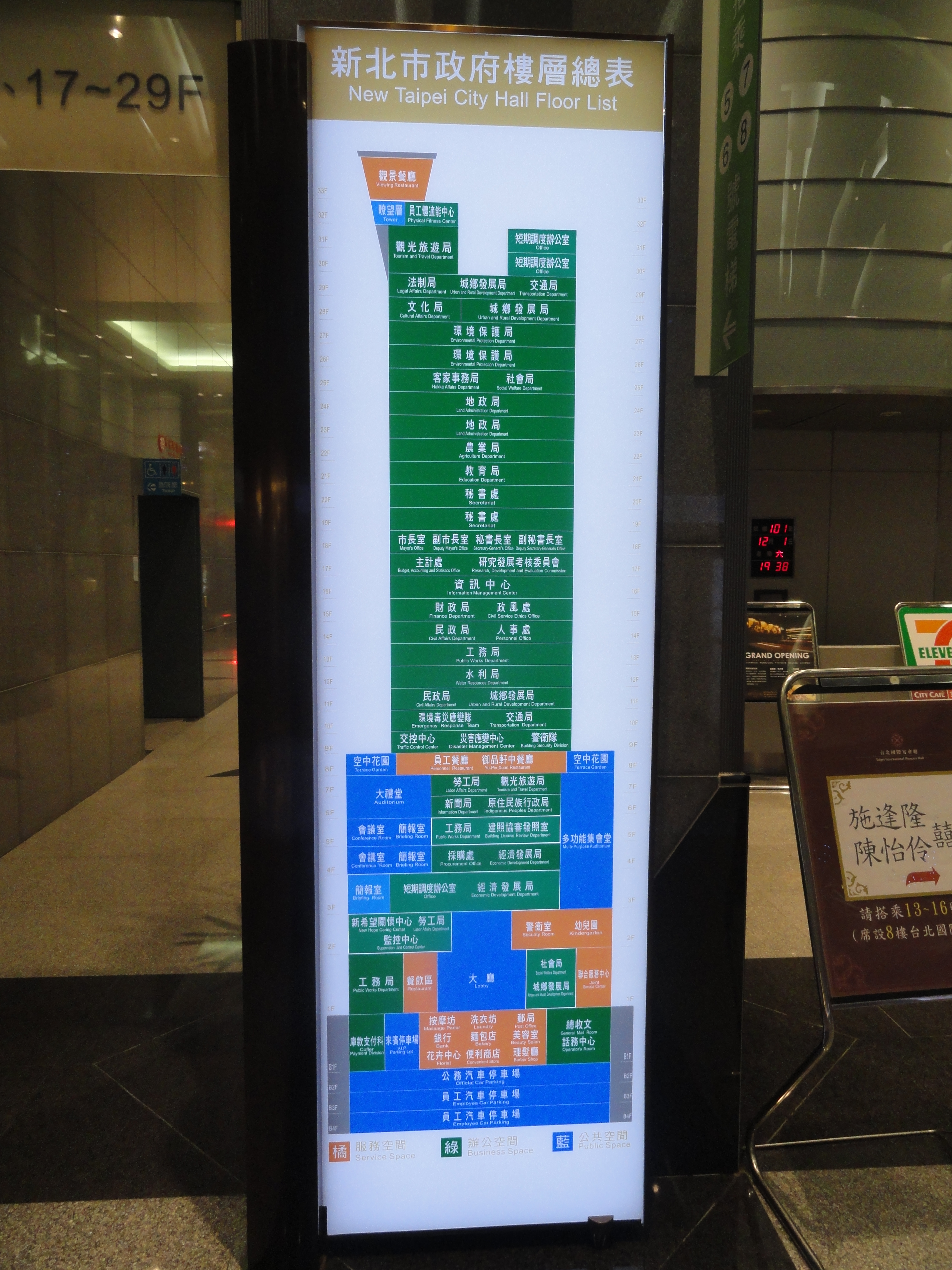
市政大樓的樓層配置

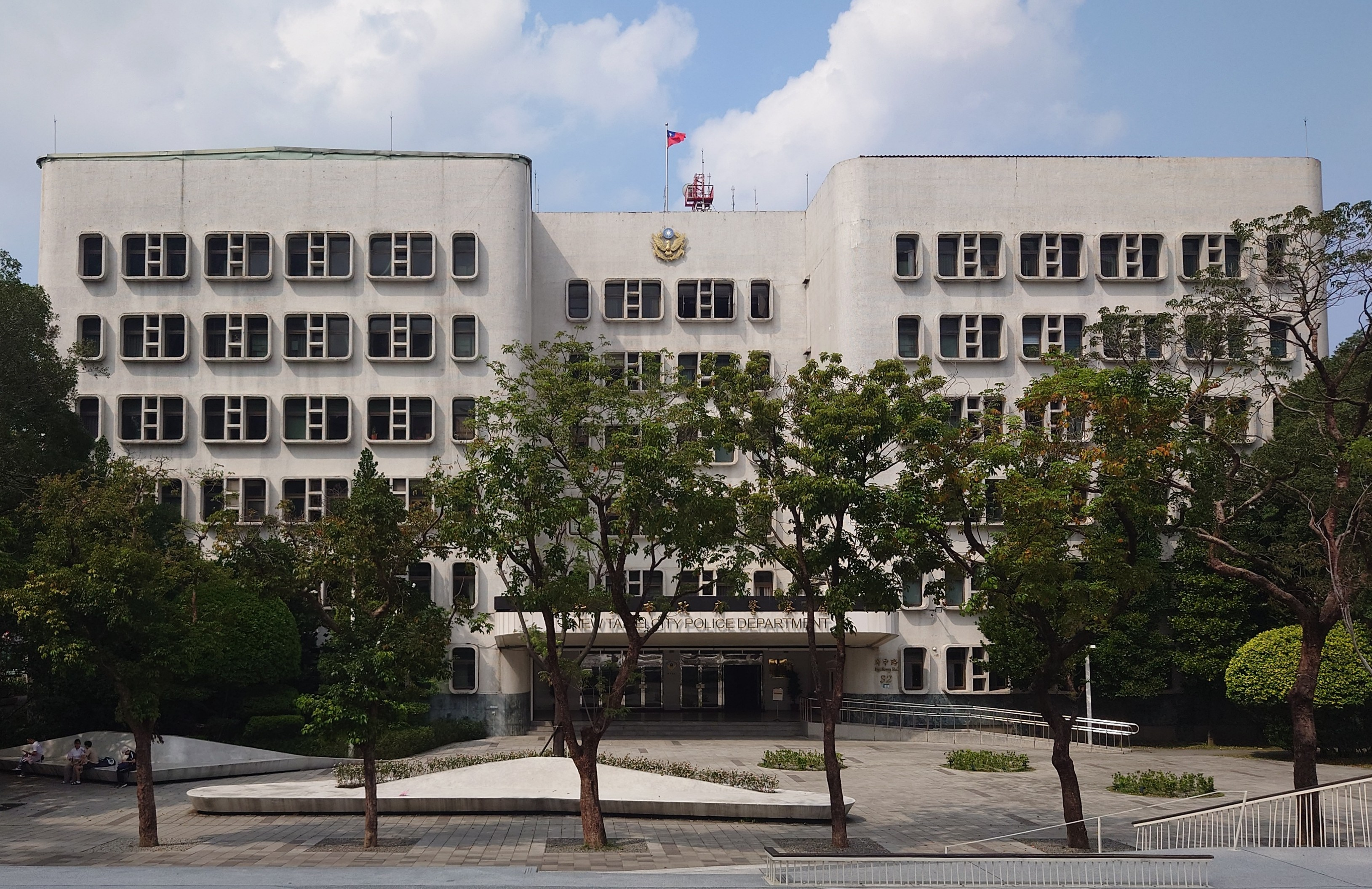
臺北縣政府舊廈，目前由新北市政府警察局進駐使用

臺北縣政府時代，舊臺北縣政府大樓位於板橋市府中路板橋舊站前（今新北市政府警察局總局大樓）。因臺北縣政府機關逐漸擴編導致不敷使用，在板橋市新板特區內擇地新建辦公大樓，並於2002年完工。興建經費新台幣59.8億元，大樓樓高140.5公尺，共地上34樓，地下4層，樓板面積有15.9萬平方公尺，頂樓設有直升機停機坪。
2010年12月25日臺北縣改制為直轄市後，由新北市政府承繼使用，名稱自「臺北縣政府大樓」更改為「新北市政府大樓」。
目前新北市政府在員額持續增加下，讓原本辦公空間已嚴重不足的市府大樓更加吃緊，因此規劃於三重區捷運先嗇宮站旁之原味全三重廠基地興建第二行政中心，2022年1月動工，預計2026年完工，新建地上26層，地下4層。

## 政策

### 環境保育
2015年，根據新北市環保局統計，新北生煤使用許可證目前共發出28張，大型業者包括南亞樹林廠的汽電共生設備、林口火力發電廠，其餘多數為印染整理業者，每年空氣污染物總排放許可量為307萬7,600公噸；燃煤排放的硫氧化物與氮氧化物為主要空氣污染源，每年排放量分別為3,913公噸、4,141公噸。
2014年初，《中國時報》報導，台電於核一廠興建乾式貯存場，預計同年11月將冷卻池燃料棒全部移過去儲放。水保設施2013年7月1日已完工。然而新北市政府檢查後，認為部分現況與當時核定的水保計畫有出入，要求台電再提變更設計，2014年2月13日再次勘查，還是不同意核給乾式貯存水保計畫證書。核一可能被迫停止運作。

## 註解
1. ↑  未含警局職員之外勤警員實際值
2. ↑  新北市府所設處與委員會皆為所屬機關、而非內部單位。

### 引用
1. ↑  關於中和 - 中和庄文史研究協會 的存檔，存档日期2009-01-05.
2. 1 2  曾德峰. . 自由時報. 2010-12-25  [2023-06-08]. （原始内容存档于2023-06-08） （中文（臺灣））.
3. ↑  《臺灣總督府報》〈大正9年律令第3號〉，1920年7月31日
4. ↑  張勝彥 2005，第27頁.
5. ↑  張勝彥 2005，第82-83頁.
6. ↑  曾德峰. . 自由時報. 209-08-09  [2023-05-22]. （原始内容存档于2023-05-22）.
7. 1 2  張勝彥 2005，第84頁.
8. ↑  張勝彥 2005，第89頁.
9. ↑  張勝彥 2005，第95-98頁.
10. ↑  林金池. . 自由時報. 2006-02-20  [2023-07-13]. （原始内容存档于2023-07-13）.
11. ↑  施協源. . TVBS新聞網. 2006-03-15. （原始内容存档于2021-05-19）.
12. ↑  林金池. . 中國時報. 2010-12-05  [2021-08-18]. （原始内容存档于2021-08-18）. 北縣府升格在即，但象徵精神標誌的「縣徽」竟然出現五種版本……縣府人員指出，縣徽須由內政部註冊，台北縣從頭到尾就只有一個圖樣；但每次新縣長上任後，為凸顯前後任差異，立即推翻前一任樣式，導致縣徽出現五種版本。
13. ↑  . 自由時報. 2006-05-17. （原始内容存档于2021-01-24）.
14. ↑  楊雅靜. . 蘋果日報 (台灣). 2008-03-21. （原始内容存档于2020-05-26）.
15. ↑  新北市政府各機關組織規程及編制表(含府本部) （页面存档备份，存于），新北市政府人事處，2019-09-02
16. ↑  王芓諭. . 國立教育廣播電臺. 2023-09-05  [2023-12-25]. （原始内容存档于2023-12-26）.
17. ↑  黃子暘. . 2023-06-05  [2023-12-31]. （原始内容存档于2023-12-31）.
18. ↑  . 新北市政府秘書處. 新北市政府.   [2023-05-18]. （原始内容存档于2023-05-18）.
19. ↑  .   [2010-06-27]. （原始内容存档于2012-05-16）.
20. ↑  賴筱桐. . 自由時報. 2021-11-23  [2023-05-18]. （原始内容存档于2023-05-20）.
21. ↑  .   [2012-12-26]. （原始内容存档于2015-01-28）.
22. ↑  周湘芸. . 自由時報. 2022-01-13  [2023-05-20]. （原始内容存档于2023-05-20）.
23. ↑  陳韋宗. . 自由時報電子報. 2015-12-08  [2018-10-08]. （原始内容存档于2016-01-05） （中文（臺灣））.
24. ↑  王玉樹; 池雅蓉. . 中時電子報. 2014-02-22  [2018-10-08]. （原始内容存档于2014-02-26） （中文（臺灣））.

### 書籍
- 張勝彥. . 黃秀政述撰，王靜芝封面題字. 臺北縣板橋市: 台北縣政府. 2005-10. ISBN 986-00-2755-2 （中文（臺灣））.

## 外部連結
- （繁體中文）新北市政府 （页面存档备份，存于）
- （繁體中文）「我的新北市」Blogger （页面存档备份，存于）
- （繁體中文）我的新北市的Facebook專頁粉絲團